# Upíří deníky (seriál)
Upíří deníky (v anglickém originále The Vampire Diaries) je americký dramatický fantasy televizní seriál, jehož autory jsou Kevin Williamson a Julie Plecová. Vznikl na motivy stejnojmenné knižní série od L. J. Smithové. Premiérově byl vysílán v letech 2009–2017 na stanici The CW. Celkově bylo natočeno 171 dílů v osmi řadách. Z Upířích deníků byl odvozen seriál The Originals, na který navázal seriál Odkaz.

## Příběh
Seriál se odehrává ve fiktivním virginském městečku Mystic Falls, s nímž jsou již od jeho založení na konci 19. století spojeny nadpřirozené jevy. Příběh vypráví o životě Eleny Gilbertové, dospívající dívce, která přišla při autonehodě o rodiče. Elena se zamiluje do 162 let starého upíra Stefana Salvatora. Jejich vztah se začne výrazně komplikovat poté, co se vrátí jeho starší záhadný bratr Damon Salvatore s plánem oživit jejich dávnou lásku Katherine Pierceovou, upírku, která vypadá identicky jako Elena. Damon má zpočátku zášť vůči bratrovi, který jej přinutil stát se upírem. Později se však se Stefanem usmiřuje a zamiluje se do Eleny, čímž vznikne milostný trojúhelník. Oba bratři ochraňují Elenu před nejrůznějšími hrozbami, které ohrožují jejich městečko, včetně Katherine.
Další příběhové linky seriálu se točí kolem ostatních obyvatel Mystic Falls, především kolem Elenina mladšího bratra Jeremyho Gilberta, jeho kamarádů Bonnie Bennettové, Caroline Forbesové, Tylera Lockwooda a Matta Donovana, a jejich učitele dějepisu, lovce upírů Alarica Saltzmana. Místní politici jsou řízeni potomky rodin, které městečko založily. Ti jsou zorganizováni v Radě Zakladatelů a stráží městečko především před upíry, ale i dalšími nadpřirozenými hrozbami, mezi něž patří vlkodlaci, čarodějnice, hybridi, duchové a jiní.

## Obsazení

### Hlavní role
| Nina Dobrevová    | Elena Gilbertová (později též Katherine Pierceová / Katerina Petrova, Amara či Tatia; 1.–6. řada, jako host v 7. a 8. řadě), (ex) přítelkyně Stefana, která se stala upírkou, poté vypila lék na upírství a žila lidský život po boku Damona |
| Paul Wesley       | Stefan Salvatore (později také Tom Avery, Silas), (ex) přítel Eleny, poté manžel Caroline, který obětoval svůj poté už lidský život pro svého bratra a jejich město                                                                          |
| Ian Somerhalder   | Damon Salvatore, upír, na konci seriálu se stává člověkem, Stefanův starší bratr, přítel Eleny |
| Steven R. McQueen | Jeremy Gilbert (1.–6. řada, jako host v 8. řadě), Elenin o dva roky mladší bratr, později lovec upírů |
| Sara Canningová   | Jenna Sommersová (1.–2. řada, jako host ve 3., 5. a 8. řadě), sestra nepravé matky Eleny a teta Jeremyho, mladší sestra Mirandy, později upírka, při obřadu zabita                                                                           |
| Kat Grahamová     | Bonnie Bennetová, Elenina nejlepší kamarádka a čarodějka, Jeremyho expřítelkyně, přítelkyně Enza |
| Candice Kingová   | Caroline Forbesová, Elenina a Boniina nejlepší kamarádka, později upírka. Tylerova expřítelkyně, nositelka Alaricových dětí a poté i jeho snoubenka, Stefanova manželka.                                                                     |
| Zach Roerig       | Matt Donovan, bývalý Elenin přítel a kamarád, který se snaží vše udržet v tajnosti, a taky starší bratr Vicky |
| Kayla Ewellová    | Vicki Donovanová (1. řada, jako host ve 2., 3., 5. a 8. řadě), člověk, později upírka |
| Michael Trevino   | Tyler Lockwood (1.–6. řada, jako host v 7. a 8. řadě), vlkodlak, později Klausův první hybrid, který mu byl oddán, expřítel Caroline |
| Matt Davis        | Alaric Saltzman (1.–3. a 6.–8. řada, jako host ve 4. a 5. řadě), učitel dějepisu a lovec upírů, Isobelin exmanžel, poručník Eleny a Jeremyho, Damonův blízký přítel, manžel Jo, otec dětí (Josie a Lizzie)                                   |
| Joseph Morgan     | Klaus Mikaelson (3.–4. řada, jako host ve 2., 5., 7. a 8. řadě), původní upír, později hybrid, syn Esther a Mikaela, bratr Frey, Finna, Elijaha, Kola, Rebeky a Henrika                                                                      |
| Michael Malarkey  | Enzo St. John (6.–8. řada, jako host v 5. řadě), upír, přítel Bonnie |

### Vedlejší role
| Marguerite MacIntyreová | Elisabeth Forbesová, šerifka, matka Caroline                                                                                                 |
| Susan Waltersová        | Carol Lockwoodová, starostka, Tylerova matka                                                                                                 |
| David Anders            | John Gilbert, Elenin biologický otec, milenec Isobel, vyměnil svůj život za Elenin                                                           |
| Daniel Gillies          | Elijah Mikaelson, původní upír, syn Esther a Mikaela, bratr Frey, Finna, Klause, Kola, Rebeky a Henrika                                      |
| Claire Holtová          | Rebekah Mikaelsonová, původní upírka, sestra Frey, Finna, Elijaha, Kola, Klause a Henrika                                                    |
| Nathaniel Buzolic       | Kol Mikaelson, původní upír, syn Esther a Mikaela, bratr Frey, Klause, Rebeky, Elijaha, Finna a Henrika                                      |
| Caspar Zafer            | Finn Mikaelson, původní upír, syn Esther a Mikaela, bratr Frey, Finna, Elijaha, Kola. Klause a Henrika                                       |
| Mia Kirshnerová         | Isobel, upírka, Alaricova žena, exmilenka Johna Gilberta, skutečná matka Eleny                                                               |
| Malese Jow              | Annabelle (Anna), upírka, dcera Pearl a expřítelkyně Jeremyho                                                                                |
| Torrey DeVitto          | Meredith Fellová, lékařka, přítelkyně Alarica                                                                                                |
| Jasmine Guyová          | Sheila Bennettová, babička Bonnie a čarodějnice                                                                                              |
| Arielle Kebbelová       | Lexi Bransonová, upírka, Stefanova kamarádka                                                                                                 |
| Grace Phippsová         | April Youngová, dcera pastora Younga |
| Taylor Kinney           | Mason Lockwood, vlkodlak, Tylerův strýc |
| Dawn Olivieri           | Andie Starová, Damonova ovládnutá přítelkyně                                                                                                 |
| Phoebe Tonkinová        | Hayley Marshallová, vlkodlačice, matka Hope, později hybrid                                                                                  |
| Chris Wood              | Kai Parker, čaroděj, bratr Jo, Liv a Luka |
| Jodi Lyn O'Keefe        | Jo Laughlinová/Saltzmanová, čarodějnice, později člověk, sestra Kae, Liv a Luka, biologická matka Josie a Lizzie, snoubenka/manželka Alarica |
| Annie Wersching         | Lily Salvatore, upírka, matka Damona a Stefana                                                                                               |

## Produkce
Natáčení pilotního dílu probíhalo ve Vancouveru. Zbytek seriálu byl natáčen v Covingtonu v Georgii, který představoval fiktivní městečko Mystic Falls, a na dalších místech v metropolitní oblasti Atlanty.

### České znění
Seriál do češtiny přeložili Jana Bauerová a Mikuláš Bryan, české znění režíroval Filip Jančík. Ninu Dobrevovou v roli Eleny dabovala Martina Kechnerová, Paula Wesleyho v roli Stefana Martin Písařík a Iana Somerhaldera v roli Damona Filip Švarc. Roli Jeremyho namluvil Petr Neskusil, Bonnie Zuzana Kajnarová, Caroline Marika Šoposká, Matta Jan Škvor a Tylera Jan Nedvěd ml.

## Vysílání
| Řada | Díly | Premiéra v USA | Premiéra v USA  | Premiéra v ČR      | Premiéra v ČR     |
| Řada | Díly | První díl      | Poslední díl    | První díl          | Poslední díl      |
| ---- | ---- | -------------- | --------------- | ------------------ | ----------------- |
| 1    | 22   | 10. září 2009  | 13. května 2010 | 31. května 2012    | 29. června 2012   |
| 2    | 22   | 9. září 2010   | 12. května 2011 | 2. července 2012   | 2. srpna 2012     |
| 3    | 22   | 15. září 2011  | 10. května 2012 | 27. listopadu 2013 | 26. prosince 2013 |
| 4    | 23   | 11. října 2012 | 16. května 2013 | 27. prosince 2013  | 28. ledna 2014    |
| 5    | 22   | 3. října 2013  | 15. května 2014 | nebylo vysíláno    | nebylo vysíláno   |
| 6    | 22   | 2. října 2014  | 14. května 2015 | nebylo vysíláno    | nebylo vysíláno   |
| 7    | 22   | 8. října 2015  | 13. května 2016 | nebylo vysíláno    | nebylo vysíláno   |
| 8    | 16   | 21. října 2016 | 10. března 2017 | nebylo vysíláno    | nebylo vysíláno   |

Pilotní díl vysílala televize The CW dne 10. září 2009, přičemž v daném čase nahradil ukončený seriál Smallville. Dne 21. října 2009 stanice oznámila, že díky velké sledovanosti objednává celosezónní první řadu seriálu, tedy 22 dílů. Poslední díl seriálu, šestnáctý díl osmé řady, byl odvysílán 10. března 2017.
Seriál pro vysílání v České republice zakoupila TV Nova. První řada byla vysílána od 31. května 2012. V Česku byly uvedeny pouze první čtyři řady. To se změnilo s příchodem služby HBO MAX, která nadabovala zbylé série a následující seriály. 

## Související seriály
Dvacátý díl čtvrté řady „Původní“, uvedený 25. dubna 2013, posloužil jako tzv. backdoor pilot pro spin-off The Originals, zaměřený na rodinu Mikaelsonových. Ten byl premiérově vysílán v letech 2013–2018 a dočkal se pěti řad. Na něj od roku 2018 navázal seriál Odkaz.